# Coleroa chaetomium
Coleroa chaetomium är en svampart som först beskrevs av Kunze, och fick sitt nu gällande namn av Gottlob Ludwig Rabenhorst 1850. Coleroa chaetomium ingår i släktet Coleroa och familjen Venturiaceae.  Arten är reproducerande i Sverige. Inga underarter finns listade i Catalogue of Life.